# 預期機能安全
預期機能安全（Safety Of The Intended Functionality）簡稱SOTIF，是安全系統中的一部份，是要處理道路車輛的危險行為。同名ISO標準ISO 21448介紹一種達到預期機能安全的系統設計方式，因此也是車輛產業的技術標準。SOTIF關注的問題比較模糊：確認有關目標系統的功能，其規格制定、開發、驗證及確認需做到什麼程度，此系統才算具有足夠的安全性。
由於汽車產業界已使用預期機能安全的概念，ISO 21448也成為對應技術發展現狀的標準，也在許多國家視為是必須遵守的。在法庭上，若針對某一車輛相關的訴訟案件，產品沒有使用ISO 21448，舉證責任會回到製造商，車輛製造商需要舉證，就算沒有實施ISO 21434，其車輛也可以在道路上安全行駛。

## 舉例
例如，在設計高级辅助驾驶系统時，有關預期機能安全的層面，應該要考慮以下的問題：
- 系統有哪些侷限？

可能包括了，夠快的處理器速度、認知能力（相機的解析度以及光靈敏度夠好），也包括感測器上塵土的影響。
- 若系統運作在其目標功能的限制範圍以外，會有什麼影響？

例如可能車道偏離警示系統用在市區道路上，但該系統是針對高速公路所設計的。
- 感測器及致動器的侷限，會對系統有什麼影響？
- 使用者在用辅助驾驶系统時，可能會有哪些不正確的使用？
- 為了要確認系統可以正常運作，需要有哪些驗證及確認的作法？

## 外部連結
- (PDF) Quantitative SOTIF Analysis for highly automated Driving Systems （页面存档备份，存于）